# Tectaria × chaconiana
Tectaria × chaconiana là một loài dương xỉ trong họ Tectariaceae. Loài này được A. Rojas mô tả khoa học đầu tiên năm 2004.